# 18974 Брунґардт
18974 Брунґардт (18974 Brungardt) — астероїд головного поясу, відкритий 28 серпня 2000 року.
Тіссеранів параметр щодо Юпітера — 3,488.